# Toussaint de Charpentier
Toussaint de Charpentier (1779-1847) va ser un geòleg i entomòleg alemany.
Ell fou l'autor de Libellulinae europaeae descriptae e depictae (1840).

## Biografia
Toussaint de Charpentier va néixer a Freiberg, Saxònia, el 22 de novembre de 1779 i va morir a en Brieg el 4 de març de 1847.
Charpentier era fill del geoleg saxó, Johann Friedrich William von Charpentier (1738-1805) i germà de Johann von Charpentier (també conegut com a Jean de Charpentier) (1786-1855), que també era geòleg.
Va estudiar geologia i enginyeria minera a l'Acadèmia minera de Freiberg i va continuar els seus estudis a la Universitat de Leipzig.
L'any 1802 Charpentier va anar a Prússia, on va ser inspector de mines a Breslau.
L'any 1819 va ser transferit a Brieg i es va quedar allà fins a la seva mort.
Charpentier va publicar nombroses treballs sobre la mineria i la geologia i, a més a més, sobre la seva afició, l'entomologia.
Va publicar entre 1829 i 1830 una nova edició de Die europäischen Schmetterlinge and Die ausländischen amb Eugenius Johann Christoph Esper.

## Obres
- Kurze Beschreibung sämtlicher beim Amalgamierwerk Halsbrücke bei Freiberg vorkommenden Arbeiten, 1802
- Übersetzung von Rinmans Allgemeindem Bergwerkslexikon, 1808
- Darstellung der Höhe verschiedener Berge, Flüsse und Orte Schlesiens, 1812
- Über Gletscher, 1819
- Bemerkungen auf einer Reise von Breslau über Salzburg, Tirol und der südlichen Schweiz nach Rom, Neapel und Paestum Bd. 1-2, 1820
- Horae Entomologicae, 1825
- Libellulinae Europaeae, 1840
- Orthopterae, Heft 1-10, 1841–1843